# Julie Rodde
Marie-Julie Rodde, née le 18 juillet 1818 à Aubenas (Ardèche) et morte le 30 octobre 1900 à Paris 9e, est une écrivaine, poétesse et journaliste française.

## Biographie
Fille de l'économiste, écrivain et journaliste Jean-François Victor Rodde (1792-1835), fondateur du journal républicain Le Bon Sens (1832-1839), Julie Rodde épouse en 1841 le poète François Fertiault (1814-1915), avec qui elle aura un enfant, Victor, prénommé ainsi "en souvenir d'un père, mort trop tôt, qu'elle avait aimé jusqu'à l'adoration". Elle dirigea des revues, dont Modes de l'Enfance et le Journal des jeunes mères, et collabora à de nombreux journaux féminins, tels Le Conseiller des Dames, la Joie du Foyer, le Journal des Jeunes Filles, la Revue de la Mode, le Moniteur de la Mode, le Bulletin de la Société des Gens de Lettres.
Par ailleurs, Julie Rodde écrivit des paroles de chansons ainsi que plusieurs recueils de poésies, seule et avec son époux.
Installés à Paris et proches des parnassiens, le couple travaille comme éditeurs du périodique Feuilleton de Paris entre 1847 et 1851, puis du Bulletin de l'Union des poètes de 1857 à 1867.
Julie Rodde sera affectée de la mort de son unique enfant Victor, en 1856, qui donnera lieu cette même année à l'écriture avec son époux d'un recueil à quatre mains Le Poème des larmes (1858). Six années plus tard, elle publie un second recueil de poésies avec son époux, les Voix amies (1864).
Avec son mari, Julie Rodde est membre de la Société des Gens de lettres.

## Postérité
En 1915, le Musée Crozatier du Puy-en-Velay (Haute-Loire) voit rentrer dans ses collections trois tableaux, par une donation de François Fertiault (1814-1915), un portrait anonyme de Victor Rodde (1792-1835) et un pendant représentant l'un sa fille Julie Rodde (1820-1900) et l'autre son époux, tous deux peints par Félix Auguste Clément (1826-1888).